# 4-HO-DIPT
4-Hydroxy-N,N-diisopropyltryptamin (kurz 4-HO-DIPT), auch Iprocin, ist ein synthetisches Tryptamin-Derivat mit psychedelischer Wirkung. Es ist eine von Alexander Shulgin entwickelte Designerdroge und ist strukturverwandt mit Psilocin, einem Inhaltsstoff halluzinogener Pilze. 4-HO-DIPT gilt als vergleichsweise kurzwirksam.

## Pharmakodynamik
4-HO-DIPT entfaltet, wie alle „klassischen“ Halluzinogene,  seine Wirkung über den 5-HT2A-Rezeptor als Partialagonist.